# Slag bij Zama
De Slag bij Zama Regia of kortweg de Slag bij Zama was de beslissende veldslag uit de Tweede Punische Oorlog tussen de Republiek Rome en het Carthaagse Rijk. De veldslag werd op 19 oktober 202 v.Chr. nabij het plaatsje Zama Regia, dicht bij Carthago zelf, uitgevochten. Een Romeins expeditieleger onder commando van Scipio Africanus maior versloeg de Carthaagse strijdkrachten onder leiding van Hannibal. Spoedig na deze vernietigende nederlaag besloten de Carthaagse leiders om vrede met Rome te sluiten, waardoor na zeventien jaar de Tweede Punische Oorlog beëindigd kon worden.

## Verloop
Bij de slag van Zama stond het leger van Carthago onder leiding van Hannibal tegenover het Romeinse leger onder leiding van Publius Cornelius Scipio, ook wel Scipio Africanus maior ('de grote Afrikaan') genoemd onder andere door deze overwinning in Afrika. De slag bij Zama was geheel anders dan andere veldslagen tussen Rome en Carthago. Zo hadden de Romeinen in deze slag minder infanterie dan de Carthagers, maar meer cavaleristen terwijl dat meestal andersom was. Hannibal had bij deze slag de beschikking over een infanterie van ongeveer 50.000 man en een cavalerie van 4000, terwijl Scipio kon beschikken over 34.000 man infanterie en 8700 man cavalerie. Dat kwam doordat de Numidische cavaleristen waren overgelopen van de Carthagers naar de Romeinen.
Hannibal had ook de beschikking over 80 olifanten. Maar door een inventieve methode van Scipio konden deze geen schade aanrichten. Omdat olifanten alleen in een rechte lijn vooruit kunnen stormen, liet Scipio bewust gaten open vallen tussen zijn troepen om de olifanten door te laten, waarna ze gedood konden worden. Enkele olifanten raakten zelfs zo van slag dat ze op de terugweg de Carthaagse linies vertrapten.
Aanvankelijk leek het er nog op dat Hannibal desondanks zou winnen, maar door de tijdige terugkomst van de Romeinse cavalerie sloeg de slag om. De aanval van twee kanten zorgde ervoor dat de Carthaagse formatie uiteen viel en vervolgens hopeloos werd verslagen. Deze grote nederlaag zorgde voor het eind van alle weerstand van Carthago. In totaal kwamen er ongeveer 20.000 man van het Carthaagse leger om bij Zama, terwijl er 11.000 gewond raakten en er 15.000 gevangen werden genomen. Daartegenover verloor Scipio maar 1500 man en raakten er 4000 gewond.